# Wyżnia Szczelina w Zadnim Kościelcu
Wyżnia Szczelina w Zadnim Kościelcu – jaskinia w Dolinie Gąsienicowej w Tatrach Wysokich. Ma dwa otwory wejściowe położone w południowej ścianie Zadniego Kościelca, w pobliżu północnego siodła Mylnej Przełęczy, powyżej Szczeliny w Zadnim Kościelcu, na wysokości 2090 m n.p.m. Długość jaskini wynosi 17 metrów, a jej deniwelacja 8,5 metrów.

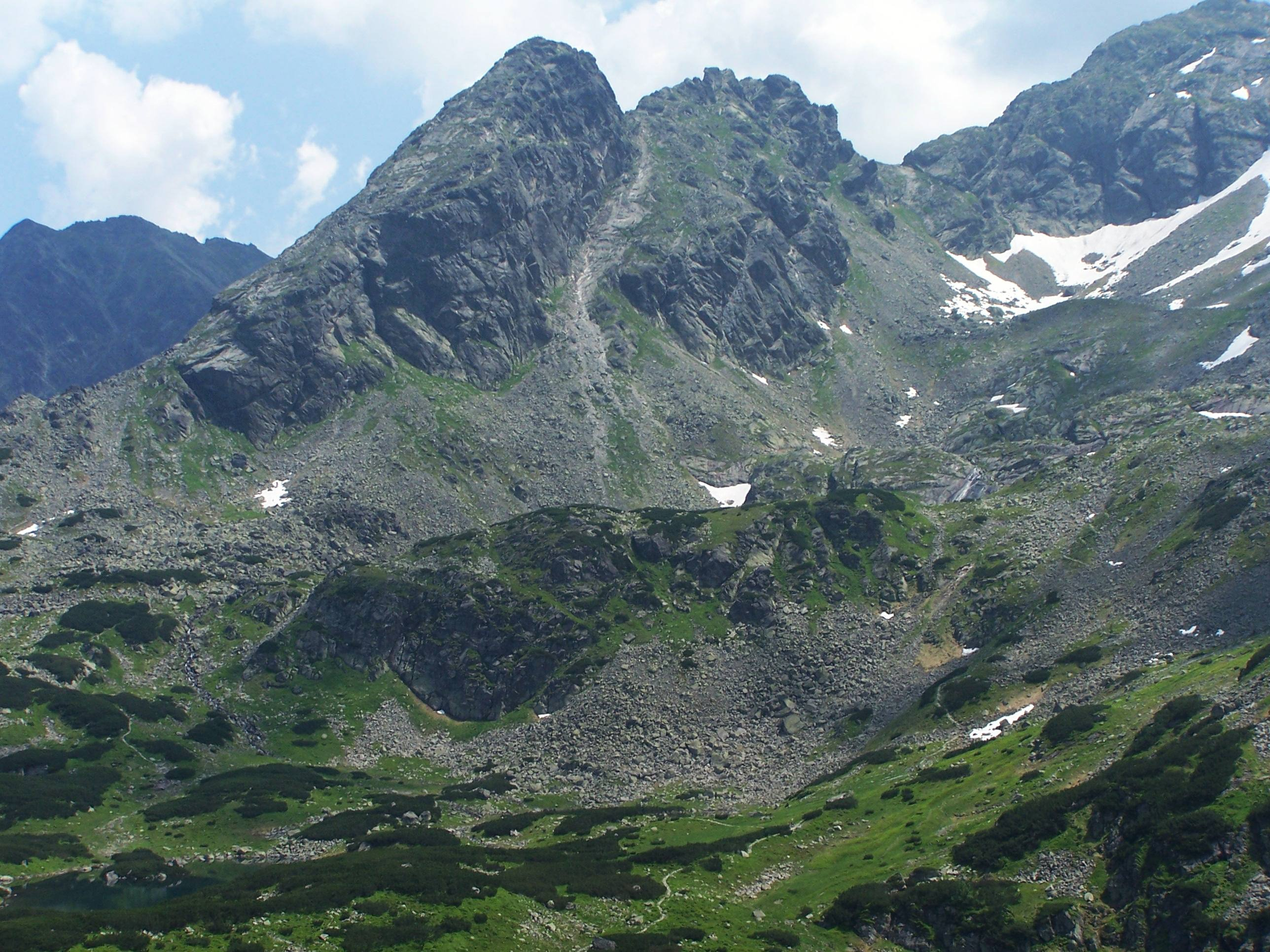
Od lewej Kościelec, Zadni Kościelec i szeroka Mylna Przełęcz. Widok od strony zachodniej

## Opis jaskini
Jaskinią jest szczelina tektoniczna kilkumetrowej głębokości i około 8-metrowej długości w ścianie Zadniego Kościelca kończąca się zwężeniami nie do przejścia. Do szczeliny można wejść w dwóch miejscach pomiędzy zaklinowanymi głazami. Głazy te tworzą dwa poziomy jaskini.

## Przyroda
W jaskini przez cały rok leży płat śniegu. Nacieki w niej nie występują. Na ścianach rosną mchy i porosty.

## Historia odkryć
Jaskinia była prawdopodobnie znana od dawna. Jej opis i plan sporządzili w 2000 roku A. Gajewska i K. Recielski przy współpracy R. M. Kardasia.